# Osiedle Dolnośląskie
Osiedle Dolnośląskie – największe z bełchatowskich osiedli, które zamieszkuje ok. 20 tysięcy mieszkańców.

## Historia
Teren przed budową osiedla był typowo rolniczy, częściowo pokryty lasami i stawami. Ziemie należały niegdyś do osady Edwardów i pobliskiego Binkowa Dolnego oraz mieszkańców wsi Ludwików czy osady Lipy. Ziemie były tu miejscami gliniaste, w miejscu obecnego kościoła parafialnego znajdowała się cegielnia. Osiedle zaczęło powstawać w 1977 r., cały jego rozwój był związany z rozbudową pobliskiego kombinatu górniczo-elektrycznego. Pierwsze bloki powstawały u zbiegu ul. Lipowej, Wojska Polskiego i ronda. Dalej w 1981 r. stanęły domy u zbiegu ulicy Wojska Polskiego i nowej powstałej alei Ks. Kard. Stefana Wyszyńskiego, w następnych latach, do 1986 r. powstały bloki przy Al. Wyszyńskiego, a pięć bloków 102, 130, 304a i 304b oraz 305 powstały na początku lat dziewięćdziesiątych. Wszystkie z nich zostały zbudowane z tzw. wielkiej płyty, niektóre były ocieplone wełną mineralną i przykryte płytami z azbestu, które są sukcesywnie likwidowane. Oprócz bloków na osiedlu znajdują się domki jednorodzinne. Na osiedlu istniały cztery przedszkola znajdujące się w blokach, obecnie zostały zlikwidowane i pozostały po nich tylko place zabaw.
Osiedle Dolnośląskie od południa sąsiaduje z osiedlem Przytorze.

## Oświata
Na osiedlu istnieje kilka placówek oświatowych od poziomu przedszkola.
Przedszkola samorządowe:
- Przedszkole samorządowe nr 5 im. Jana Brzechwy
- Przedszkole samorządowe nr 7 im. Krasnala Hałabały

Szkoły Podstawowe:
- Szkoła Podstawowa nr 8 im. Jana Brzechwy

Zespół Szkolno-Przedszkolny nr 9, w skład którego wchodzą:
- Szkoła Podstawowa nr 9
- Przedszkole Samorządowe nr 9

Liceum:
- III Liceum Ogólnokształcące im. Adama Mickiewicza

## Kultura
Na osiedlu znajduje się placówka kulturalna – filia „Gwarek” Miejskiego Centrum Kultury, gdzie swoją siedzibę ma górnicza orkiestra oraz oddział nr 2 bełchatowskiej Miejskiej i Powiatowej Biblioteki Publicznej.

## Sport
Osiedle Dolnośląskie ma bazę sportową, która składa się m.in. z:
- Miejskich Kortów Tenisowych przy ul. Edwardów 8 oddanych do użytku 1 maja 2004 roku. Obiekt wyposażony jest w oświetlenie, co umożliwia korzystanie z niego do późnych godzin wieczornych
- Ludowego Sportowego Klubu Kolarskiego przy ul. Edwardów 5
- Miejskiego Lodowiska przy ul. Edwardów 8, które zostało oddane do użytku 30 listopada 2008 roku
- Orlik oraz boisko do piłki siatkowej i koszykowej przy Szkole Podstawowej nr 8

## Parki i skwery
W centrum osiedla powstał w latach 1997–2005 park miejski im. Jana Nowaka-Jeziorańskiego. W jego skład wchodzą m.in. plac zabaw, miasteczko ruchu drogowego, boiska do siatkówki oraz koszykówki. 
Na terenie osiedla znajdują się również skwer im. Jana Pawła II u zbiegu ulic Edwardów i Wyszyńskiego oraz skwer przy blokach 319, 331 i 332.

## Religia
Na Osiedlu Dolnośląskim znajduje się kościół parafialny pod wezwaniem Najświętszej Maryi Panny Matki Kościoła i Świętej Barbary.

## Handel i usługi
Do lat 90. osiedle Dolnośląskie było typowym osiedlem sypialnianym, którego mieszkańcy pracowali, uczyli się, a wszystkie inne sprawy załatwiali w centrum Bełchatowa lub targowisku przy ulicy Wojska Polskiego.
W drugiej połowie lat 90. XX wieku powstało wiele sklepów, głównie spożywczych (np. Biedronka), ale także specjalistycznych, oraz lokali gastronomicznych (m.in. puby, pizzerie, restauracja McDonald’s) i innych punktów usługowych (np. stacja benzynowa BP).

## Galeria

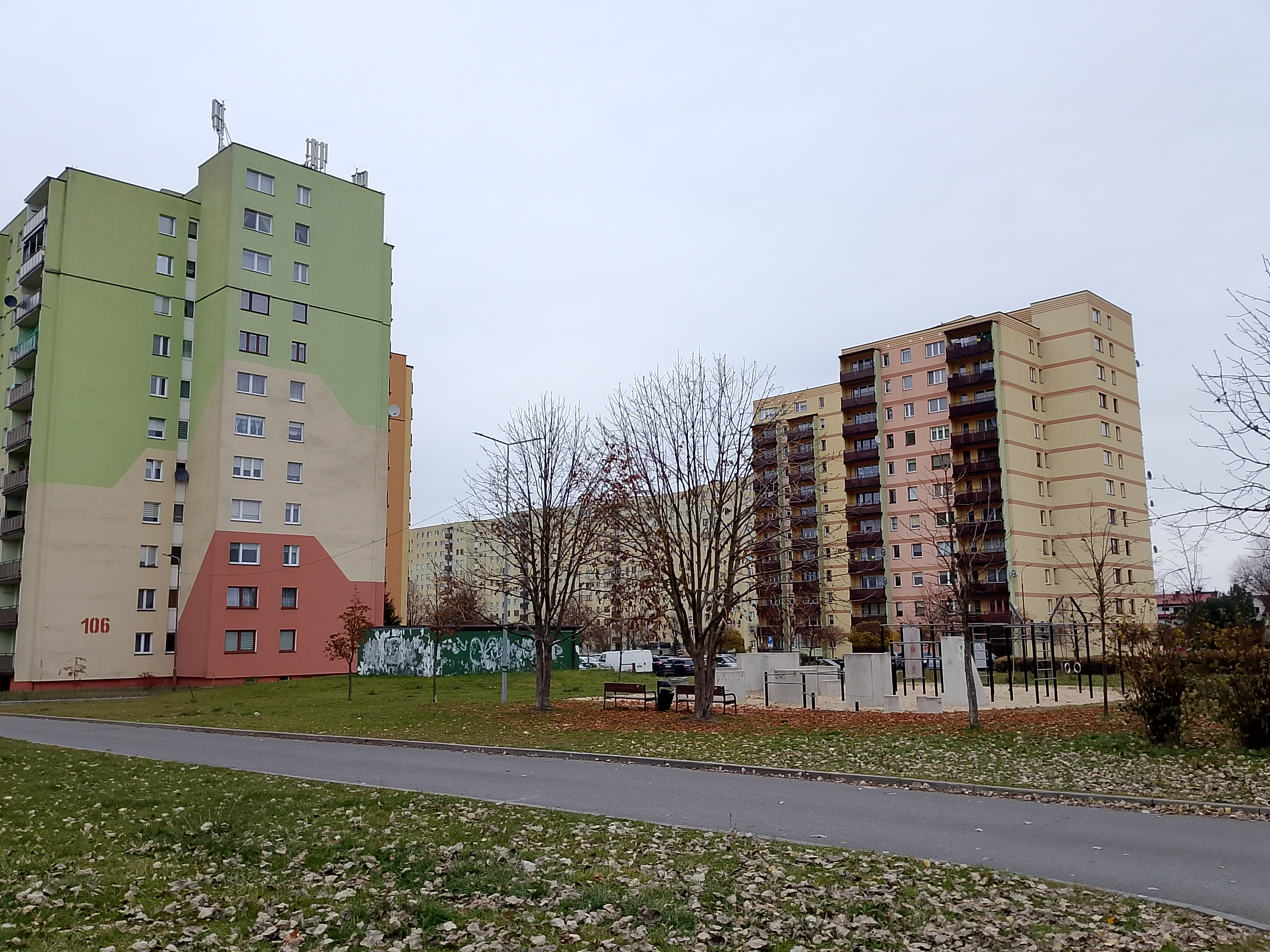
Osiedle Dolnośląskie (2024)
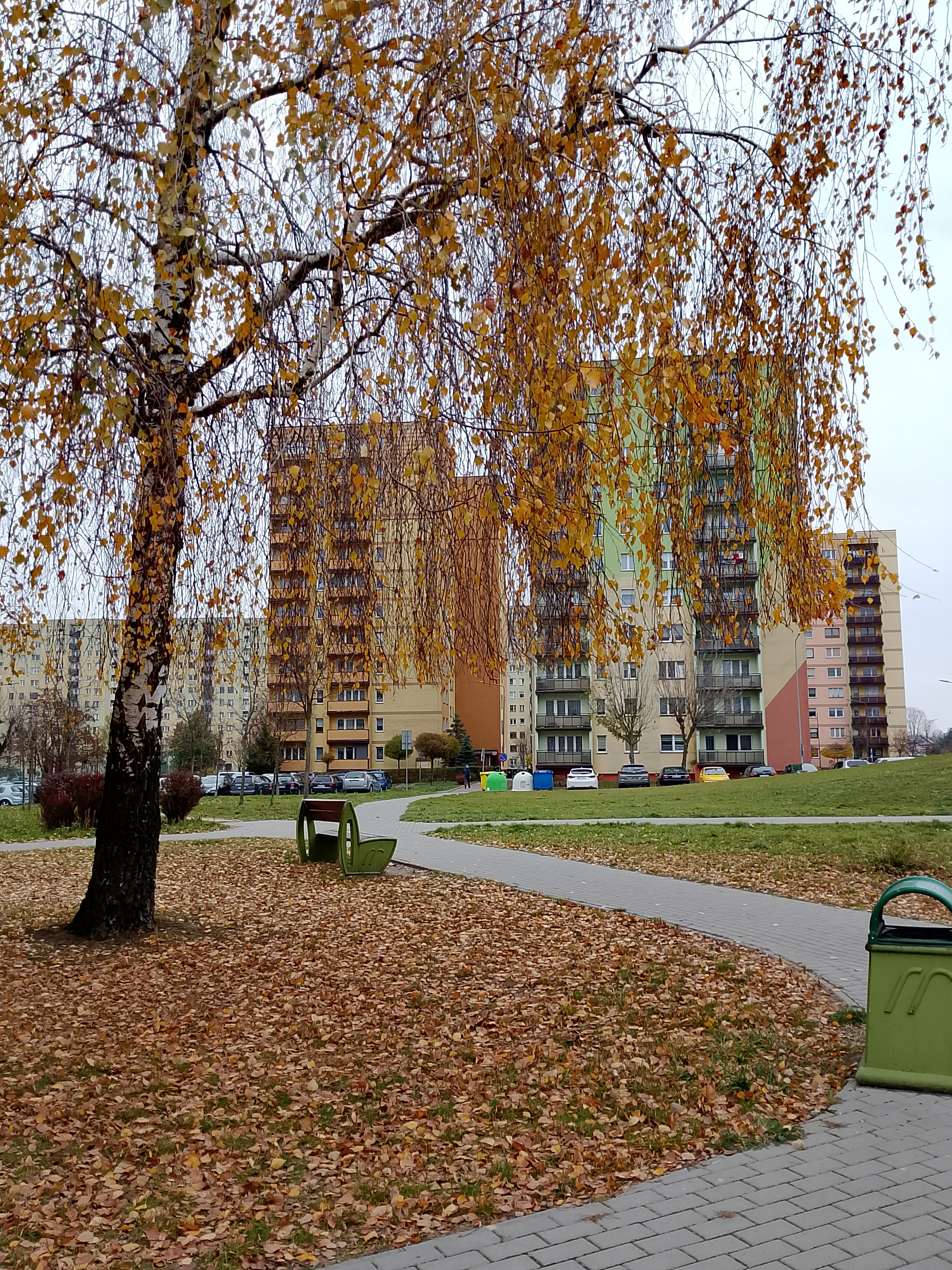
Park przy Szkole Podstawowej nr 8 im. Jana Brzechwy
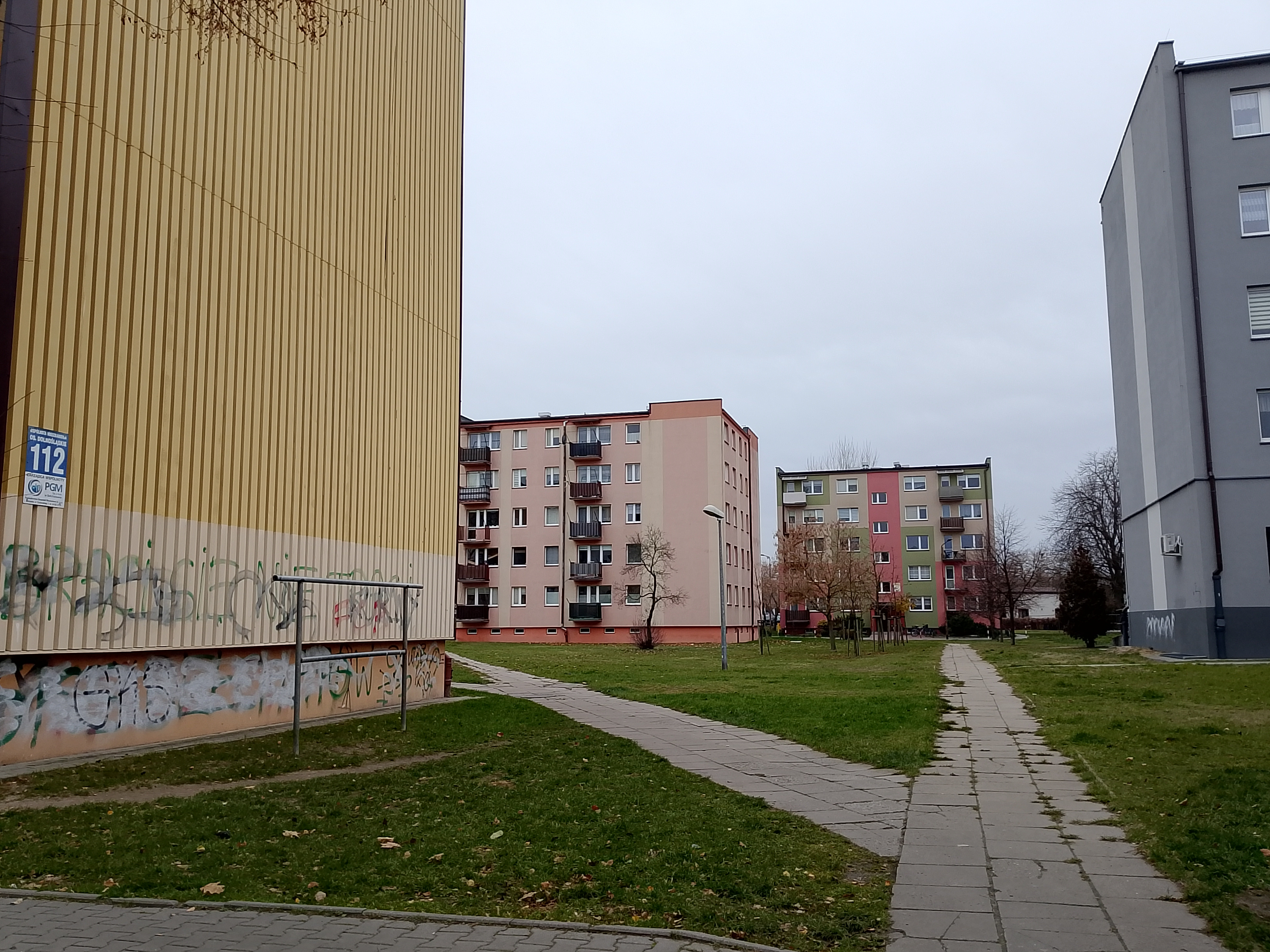
Osiedle Dolnośląskie (2024)
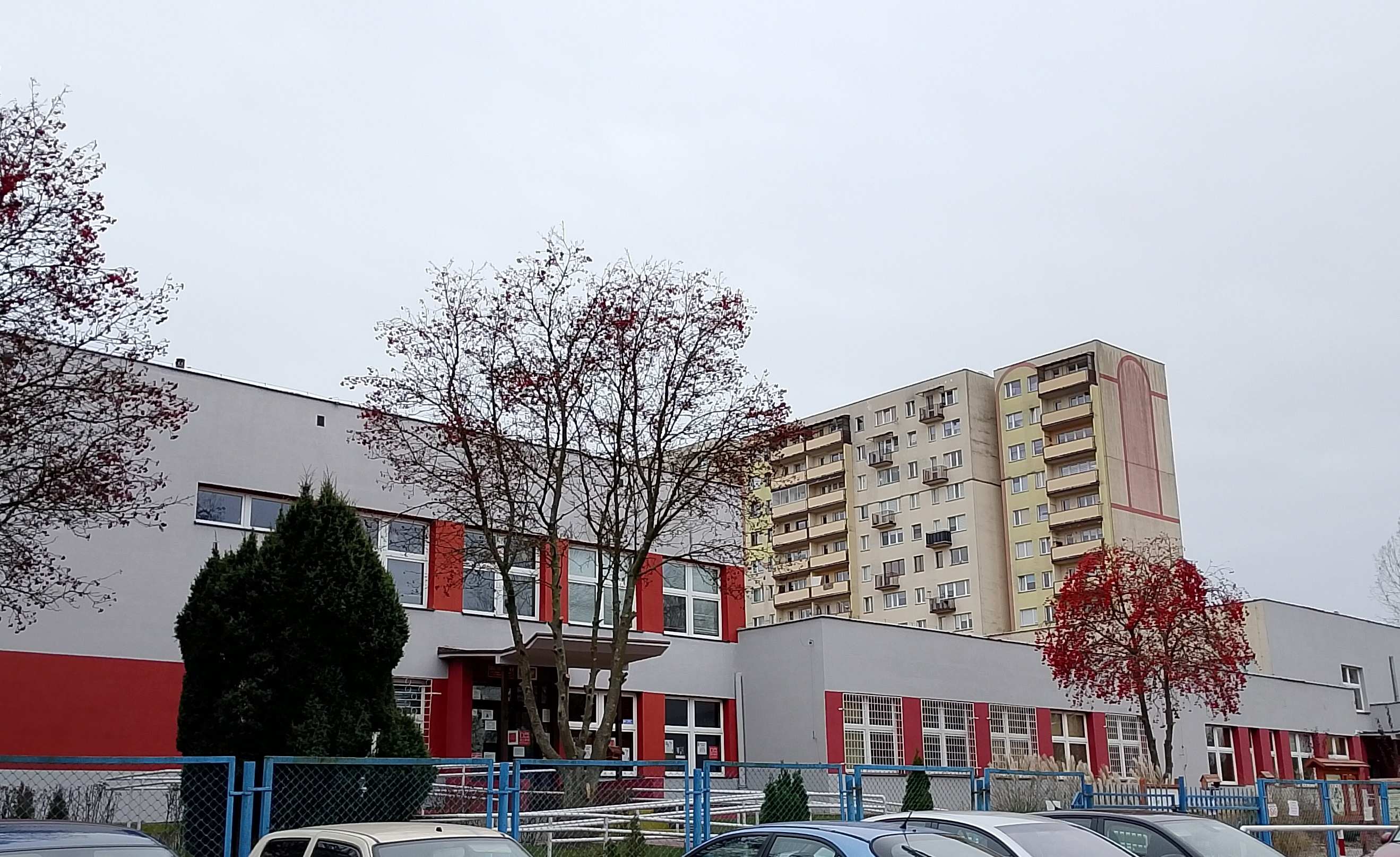
Szkoła Podstawowa nr 8 im. Jana Brzechwy
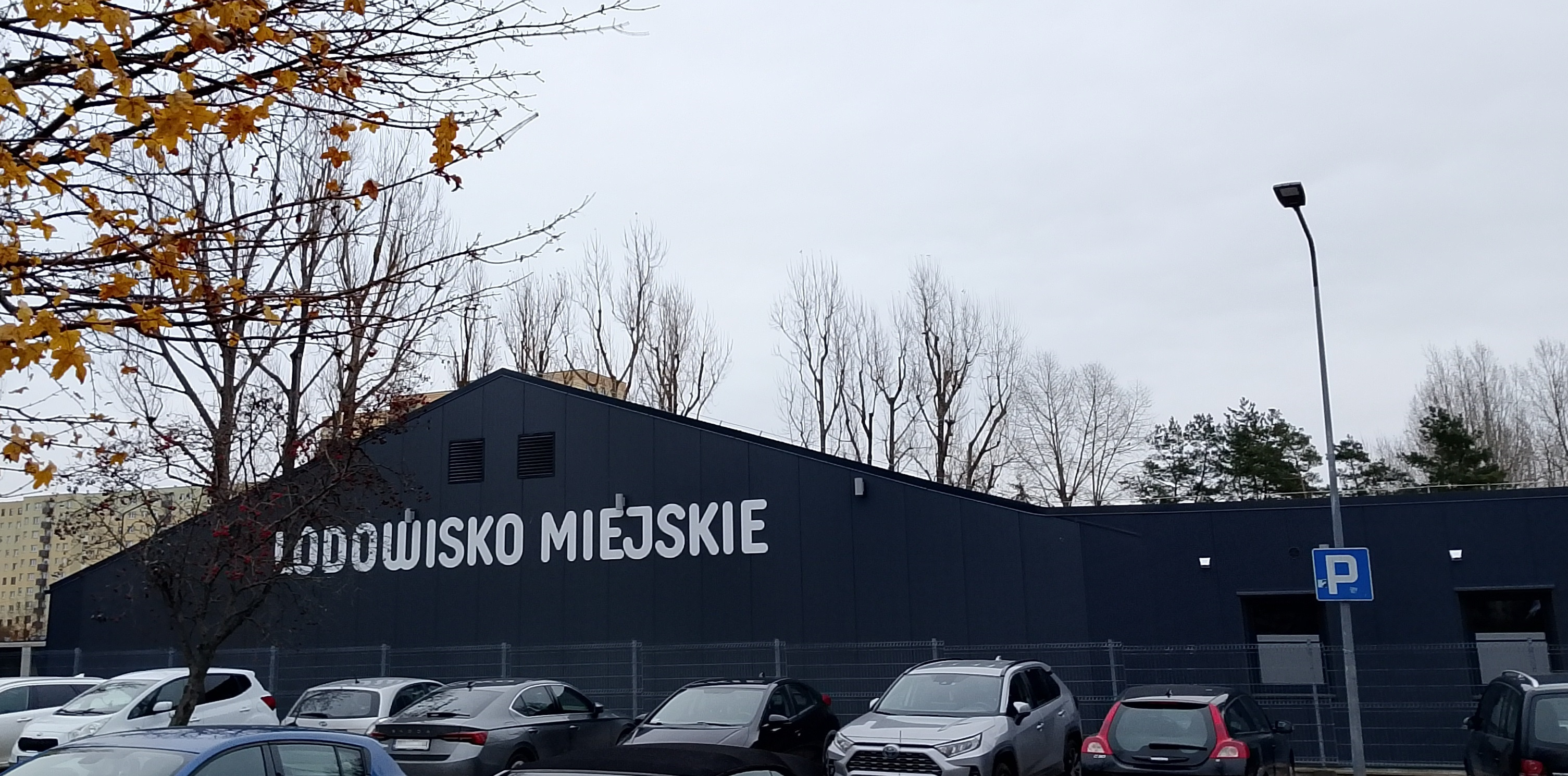
Lodowisko Miejskie
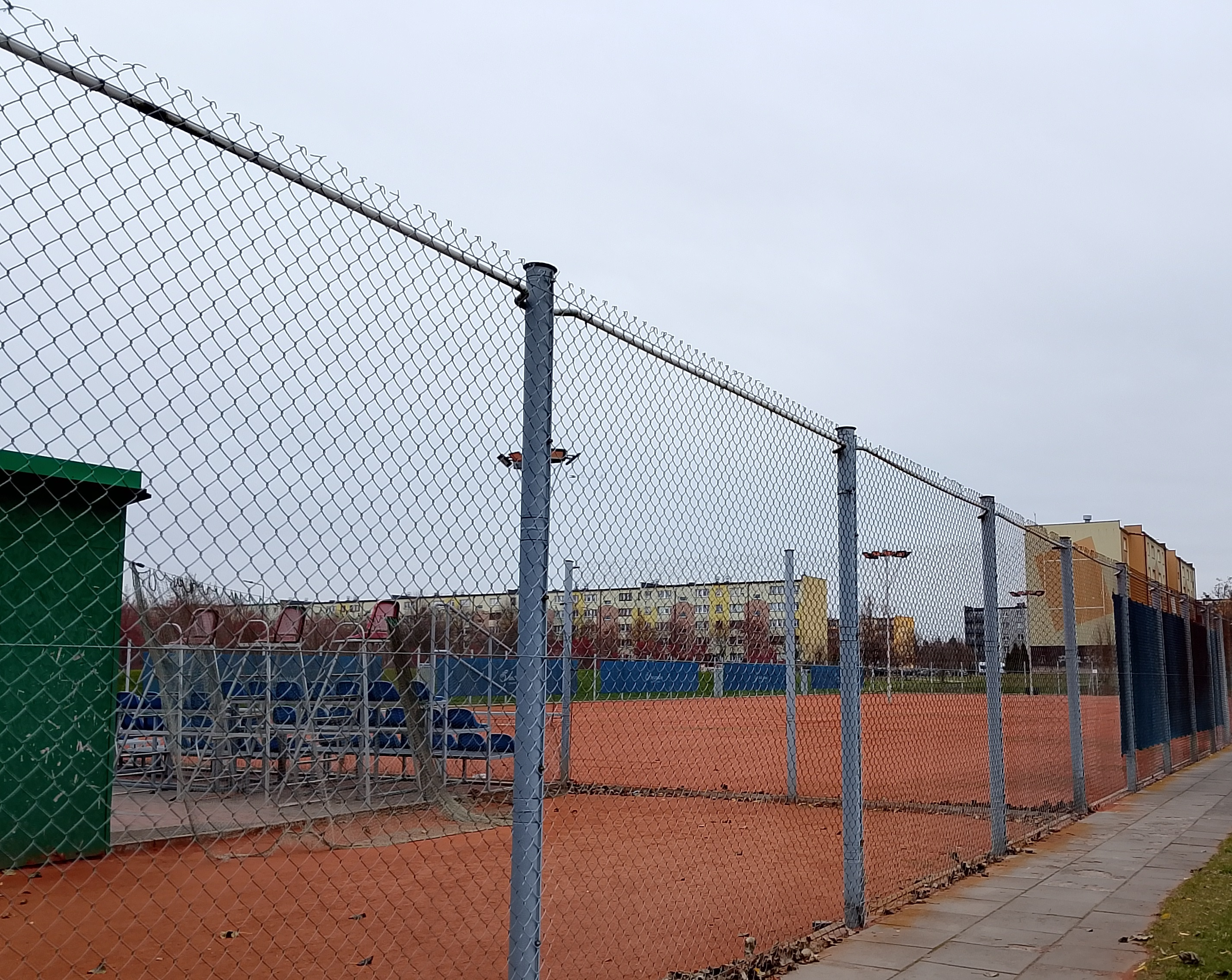
Miejskie Korty Tenisowe